# District de Kurram
Le district de Kurram (en ourdou : ضِلع کرم) est une subdivision administrative de la province de Khyber Pakhtunkhwa au Pakistan. Il était intégré aux régions tribales jusqu'à leur fusion avec la province en 2018 et était jusqu'alors appelé agence de Kurram.
La capitale administrative de la subdivision est Parachinar mais sa plus grande ville est Sadda. La population essentiellement constituée de tribus pachtounes compte près de 800 000 habitants en 2023. La zone est quasiment exclusivement rurale et peu développée.
Situé à la frontière avec l'Afghanistan, c'est une région stratégique dans la lutte contre les talibans. L'armée pakistanaise y concentre depuis 2010 des opérations militaires dans le cadre de l'insurrection islamiste.

## Histoire

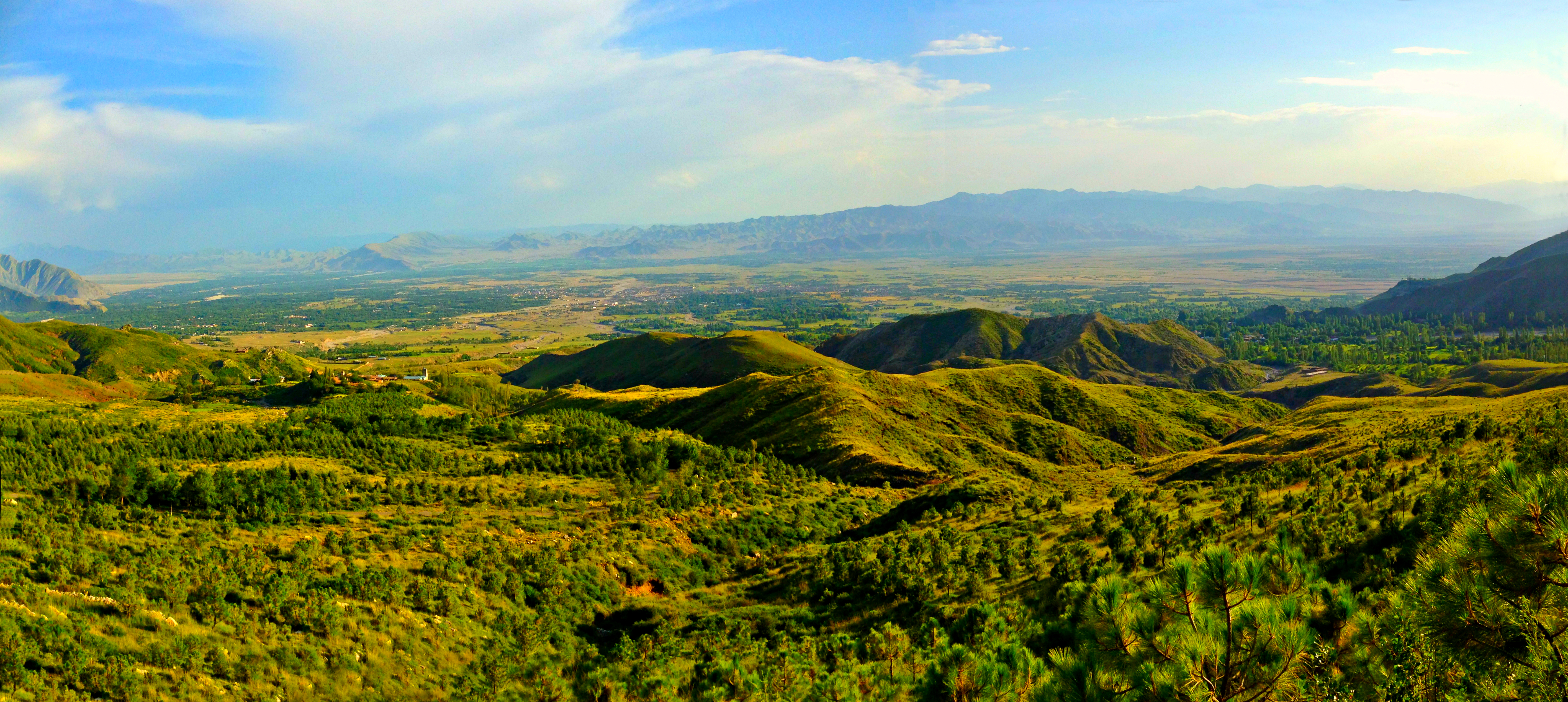
Paysages de Kurram.

Kurram a été sous la domination de plusieurs puissances au cours de l'histoire, notamment l'Empire timouride puis l'Empire moghol. Assimilé en 1858 au Raj britannique, Kurram est une zone stratégique alors qu'il se trouve face à l'Afghanistan.
En 1947, Kurram est intégré au Pakistan à la suite de la partition des Indes, bien que la zone ait longtemps soutenu le mouvement Khudai Khidmatgar qui s'était opposé au mouvement pour le Pakistan. À l'instar du reste des régions tribales, Kurram est difficilement contrôlé par le pouvoir pakistanais et nourrit un sentiment de défiance envers les autorités. Le régime juridique en place laisse d'un côté une autonomie aux assemblées tribales qui dominent Kurram, mais les habitants sont privés de nombreux droits dont bénéficient les autres Pakistanais et la zone est directement administrée par le pouvoir central. 
Ce régime juridique est officiellement aboli en mai 2018 et Kurram est intégré à la province voisine de Khyber Pakhtunkhwa. Cette décision longtemps demandée par la population est saluée alors que les habitants espèrent le développement de la région et l'accès à des services publics de base.

## Conflits

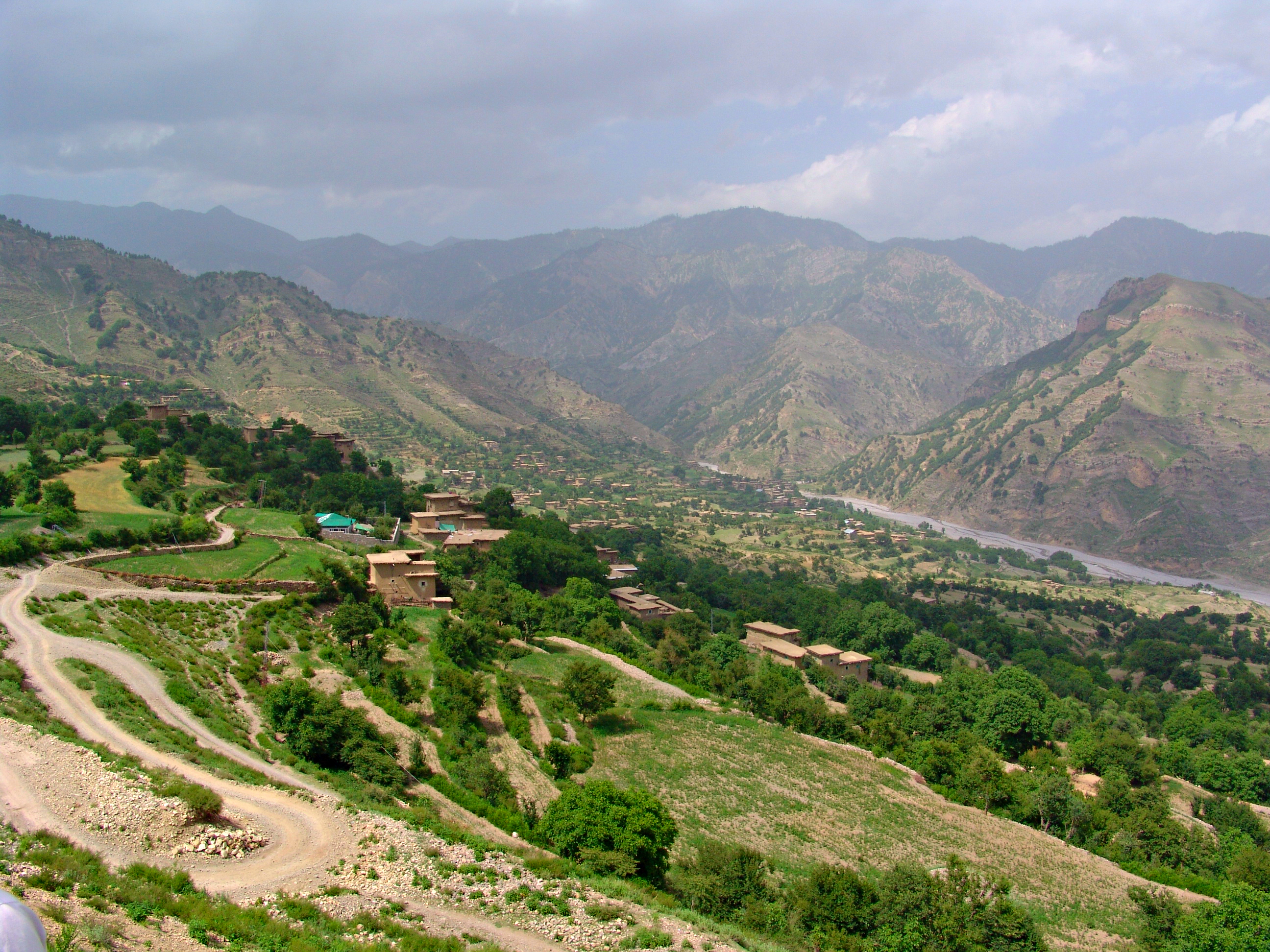
Village dans le district de Kurram.

### Insurrection talibane
La région est soumise à l'influence des talibans qui occupent la région. Ces derniers auraient tué plus de 3 000 civils depuis juillet 2007. Durant l'été 2010, l'offensive d'Orakzai de l'armée pakistanaise se concentre aussi autour de l'agence de Kurram, notamment contre le Tehrik-e-Taliban Pakistan, et les combats font des centaines de morts.

### Violences communautaires
Kurram est le théâtre de récurrentes violences communautaires alors qu'il abrite une forte minorité musulmane chiite (40 % de la population), tandis que la population des régions tribales est essentiellement sunnite. Les deux communautés sont géographiquement séparées, puisque le Haut-Kuram est à 80 % chiite quand le centre et le sud du district sont sunnites à 95 et 80 % respectivement.
Les conflits sont anciens dans cette région, et portent notamment sur le partage des ressources naturelles comme le bois et l'eau. Les violences se sont toutefois surtout développées à partir des années 1980, sous le régime de Muhammad Zia-ul-Haq. La politique d'islamisation du pouvoir attise les violences entre ces deux branches de l'islam, de plus entretenues par la guerre d'Afghanistan. Les attaques contre les chiites se sont multipliées avec la montée de la mouvance talibane. Des groupes sunnites extrémistes deobandis, tels le Tehrik-e-Taliban Pakistan, le Lashkar-e-Islam, le Sipah-e Sahaba Pakistan combattent la minorité chiite qui s'est organisée en milice pour tenter d'empêcher l'accès de ces groupes à leur zone d'habitation. Entre 2007 et 2009, près de 1 100 chiites et 1 500 sunnites auraient été tués dans les combats et de nombreuses familles fuient Kurram. 
Le district s'embrase de nouveau en novembre 2024 avec une attaque contre un bus transportant des chiites qui fait au moins 43 morts et les représailles contre les sunnites qui font au moins 32 morts.

## Démographie

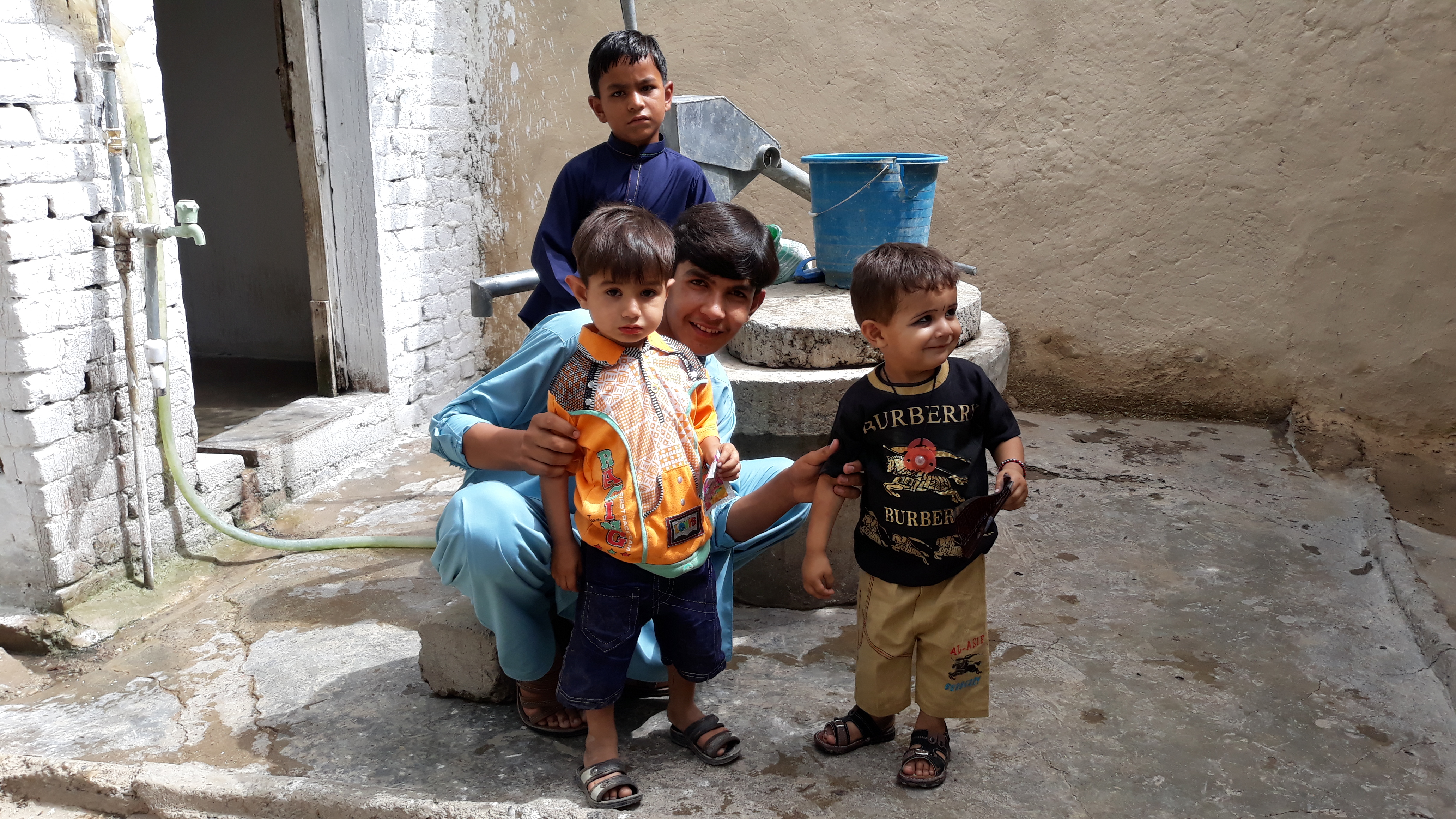
Enfants de Kurram.

Lors du recensement de 1998, la population de l'agence a été évaluée à 448 310 personnes, dont seuls 5,6 % d'urbains. Le recensement suivant mené en 2017 pointe une population de 619 553 habitants, soit une croissance annuelle de 1,7 %, bien inférieure aux moyennes provinciale et nationale de 2,9 % et 2,4 % respectivement. Le taux d'urbanisation augmente légèrement, à 6,5 %. 
Selon le recensement de 2023, la population atteint 785 434 habitants, soit une importante croissance démographique, à 4,2 % par an contre 2,4 % pour la province. Signe de la vitalité démographique du district, 18,5 % de la population est âgée de moins de cinq ans, contre 15,6 % pour la province et 15,2 % pour le pays.
La population du district se regroupe le plus souvent en tribus : Turi, Bangash, Mamozai, Muqbal, Orakzai, Zazai, Mangal, Ghilzai et Para Chamkani. Elle est majoritairement d'ethnie pachtoune et la langue la plus parlée est le pachto, à hauteur de 99,2 % des habitants, comme pour la plupart de la province. On compte également une toute petite minorité parlant baloutchi (940 locuteurs).
Près de 40 % des habitants sont musulmans chiites, dans une région quasi-exclusivement sunnite. Ils font principalement partie de la tribu Turi. En 2017, il subsiste à Kurram une petite communauté chrétienne de 2 500 individus.

## Administration

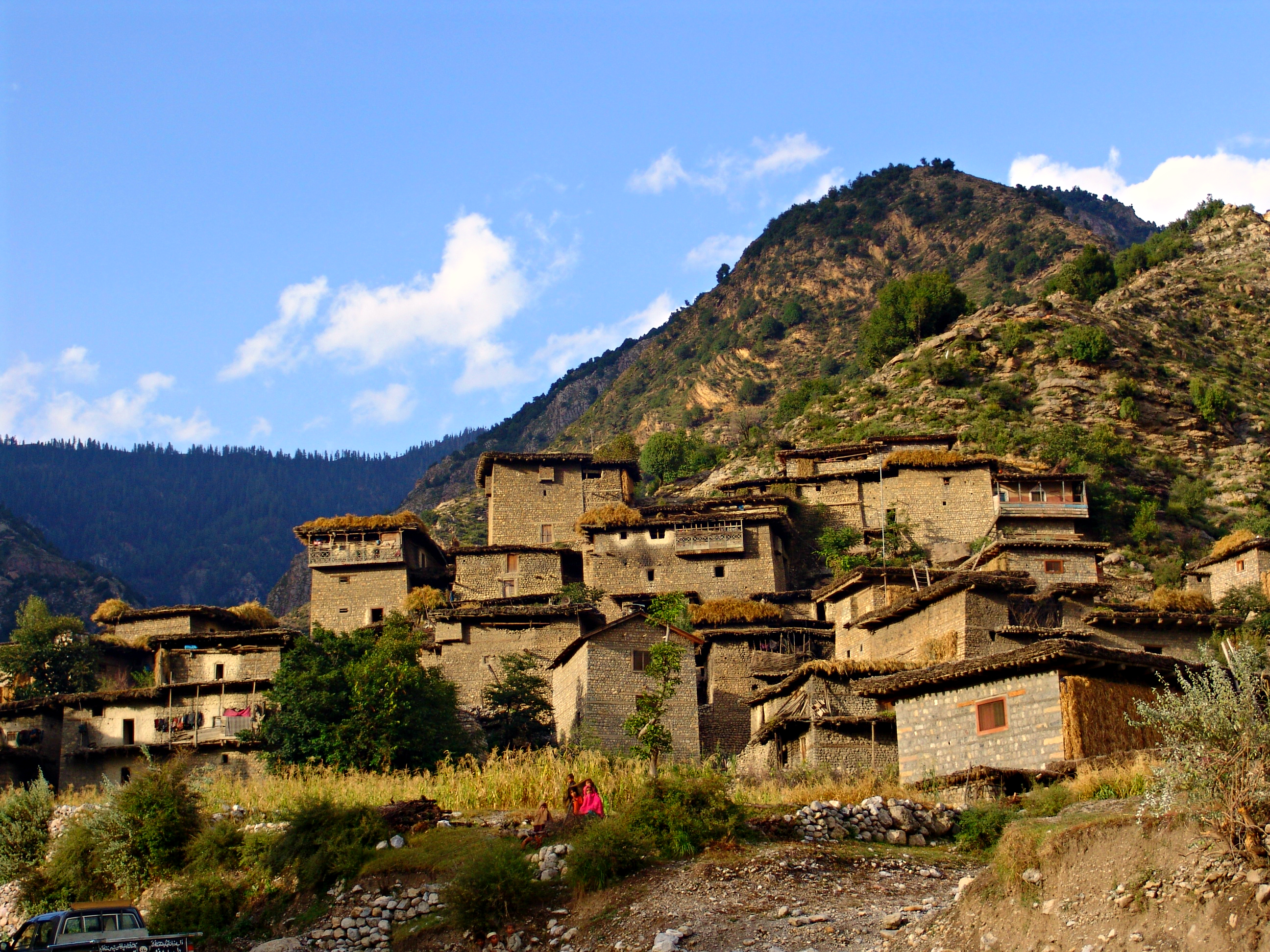
Tari Mangal, village à proximité de la frontière afghane.

Le district est divisé en trois tehsils ainsi que 81 Union Councils.
| Tehsil        | Population (rec. 2023) |
| ------------- | ---------------------- |
| Kurram-Centre | 358 670                |
| Haut-Kurram   | 275 819                |
| Bas-Kurram    | 150 945                |

Le district compte près de 45 000 urbains selon le recensement de 2023, répartis dans seulement deux villes. La capitale Parachinar est une petite ville qui compte près de 5 000 tandis que la plus grande ville Sadda réuni la quasi-totalité de la population urbaine. 
| Ville      | Population (rec. 2023) |
| ---------- | ---------------------- |
| Sadda      | 39 888                 |
| Parachinar | 5 583                  |

## Économie

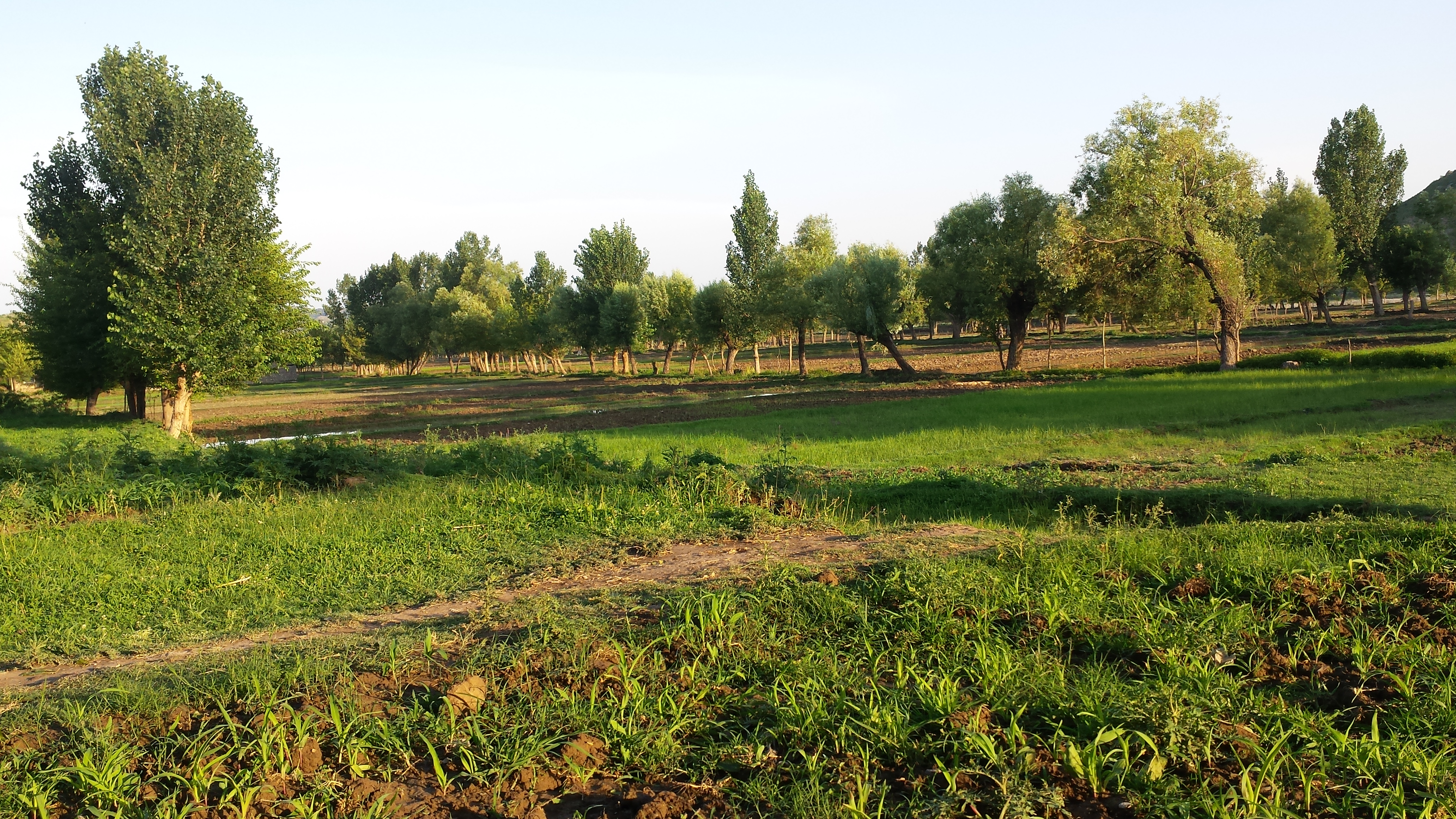
Terres cultivées dans le district.

Le district de Kurram est pauvre, très reculé, peu doté en infrastructures et services publics. La population souffre notamment de malnutrition, de maladies et de manque d'accès à l'eau. Le principal moyen de subsistance des habitants est l'agriculture et l’élevage alors que les paysans disposent surtout de petites surfaces, souvent inférieures à deux hectares. À Kurram, près de la moitié des foyers reçoivent de l'argent de membres de leur famille travaillant ailleurs dans le pays (30 %) ou à l'étranger (15 %) en 2007. 
À la suite de l'intégration de Kurram à la province de Khyber Pakhtunkhwa en 2018, la population espère une hausse des investissements publics. En 2019, le gouvernement annonce un plan de dix ans pour développer les infrastructures, notamment dans le but de permettre un accès au réseau téléphonique.

## Éducation

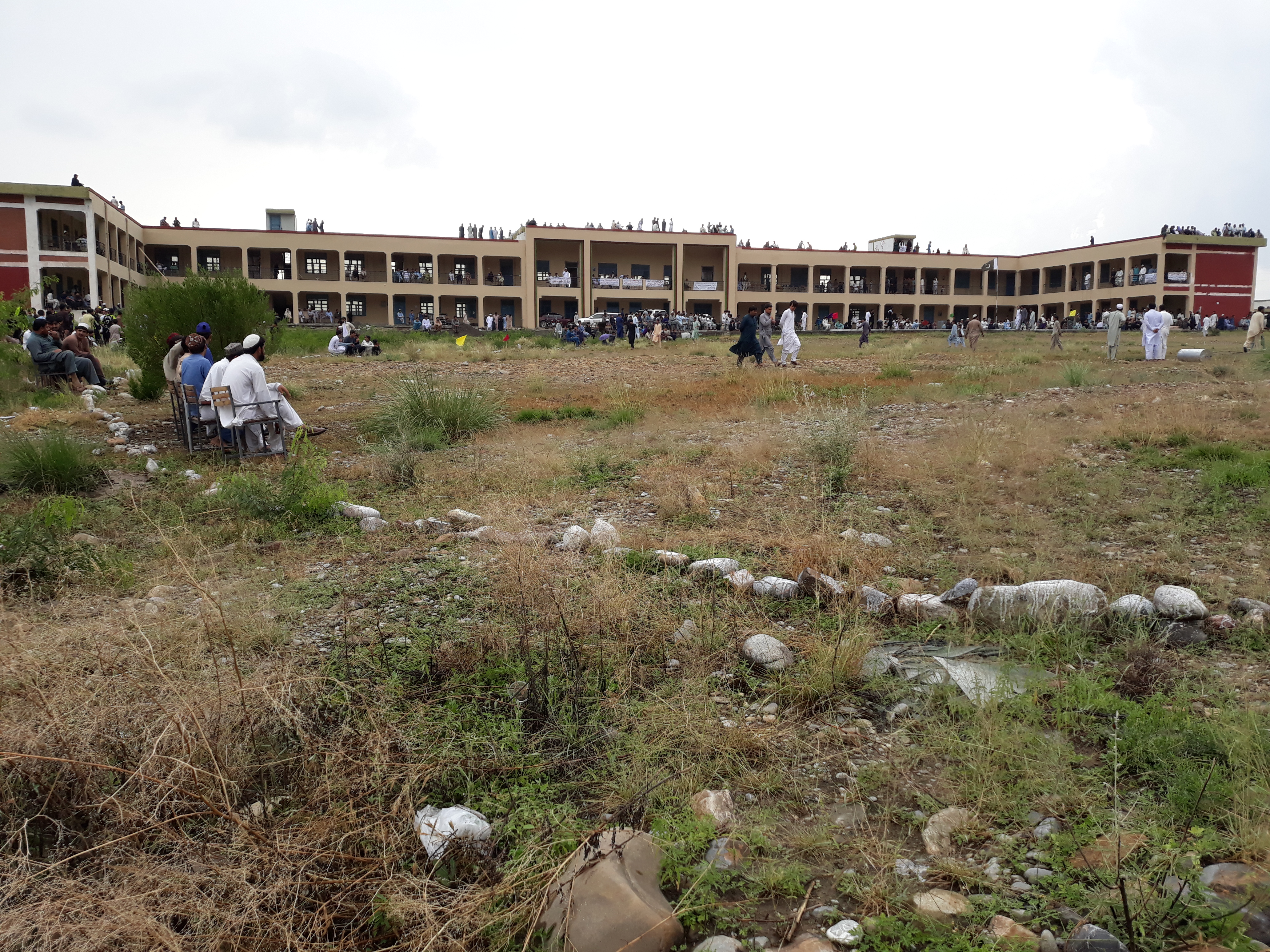
Le Govt. Degree College Bagan.

En 2007, le taux d'alphabétisation du district dépasse à peine les 25 %, et présente surtout une forte inégalité de sexes : 35 % pour les hommes contre 15 % pour les femmes. En 2017, l'alphabétisation monte à 40 %, dont 59 % pour les hommes et 23 % pour les femmes. Avec une méthodologie différente, le recensement de 2023 pointe une alphabétisation plus faible : 49 % pour les hommes, 21 % pour les femmes et 35 % en moyenne
Seuls 33 % des enfants du district sont scolarisés en 2007. Selon un classement national sur la qualité de l'éducation, le district se trouve parmi les moins bien dotés du pays, avec une note de 52 sur 100 et une égalité entre filles et garçons de 80 %. Il est classé 90e sur les 141 districts au niveau des résultats scolaires et 98e sur 155 au niveau de la qualité des infrastructures des établissements du primaire. En 2017, 60 % des enfants de 10 à 14 ans sont scolarisés, dont 75 % des garçons et 44 % des filles. 

## Politique

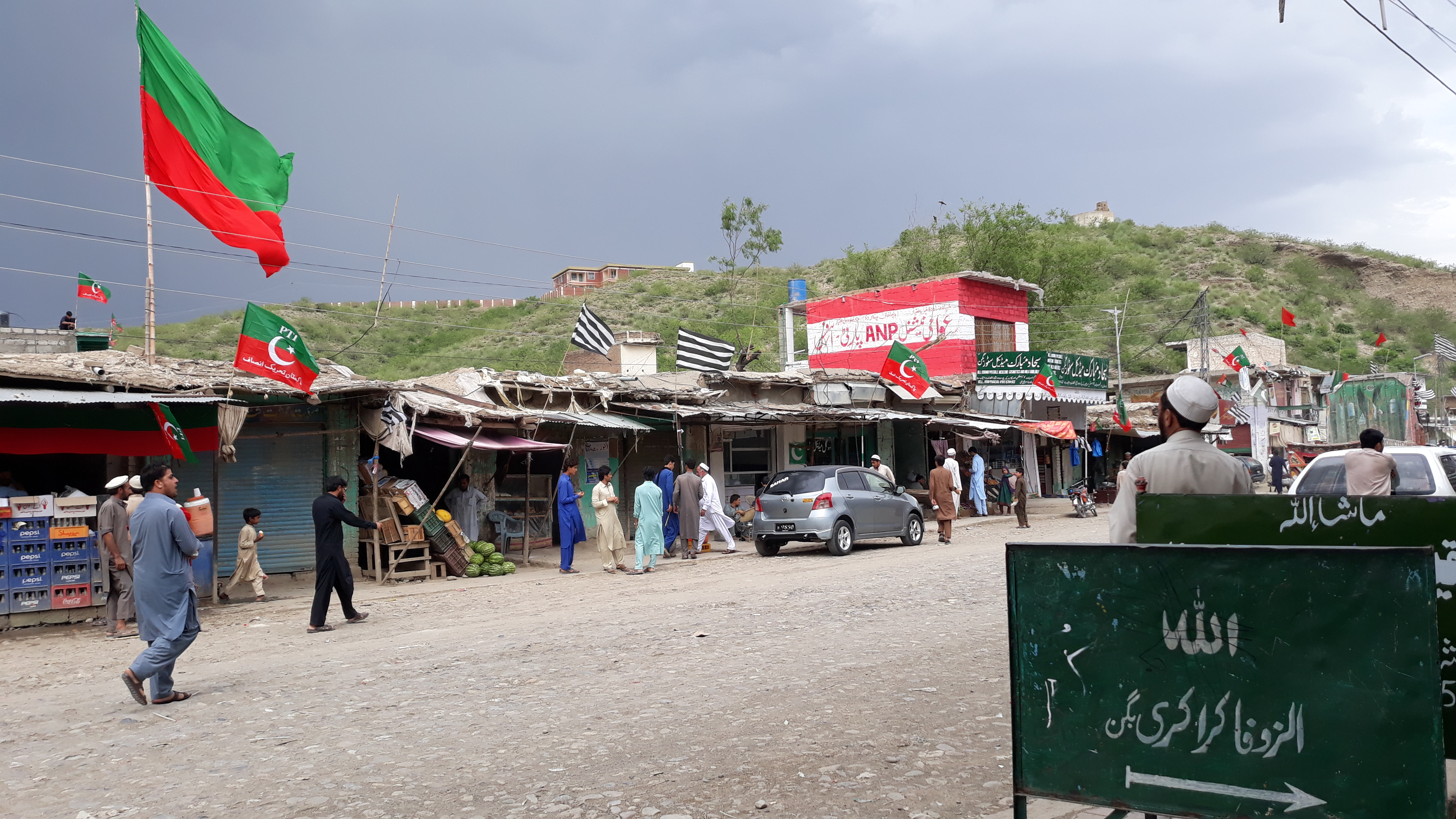
Drapeaux du Mouvement du Pakistan pour la justice à Kurram.

À la suite de la réforme électorale de 2018, le district est représenté par les deux circonscriptions no 45 et 46 à l'Assemblée nationale. Quand il était intégré aux régions tribales avant 2018, les candidats aux élections étaient interdits de se présenter sous l'étiquette d'un parti politique sous l'effet du régime dérogatoire du droit commun alors en vigueur. 
Lors des élections législatives de 2018, le district ne compte pas encore de circonscription à l'Assemblée provinciale de Khyber Pakhtunkhwa, malgré son intégration récente à cette dernière province. Par ailleurs, le Mouvement du Pakistan pour la justice réalise un bon score lors de ce scrutin même si les deux sièges sont remportés par le Parti du peuple pakistanais et le Muttahida Majlis-e-Amal.  
| Parti                                       | Voix    | %       | Élus nationaux |
| ------------------------------------------- | ------- | ------- | -------------- |
| Mouvement du Pakistan pour la justice       | 30 499  | 23,49 % | 0              |
| Parti du peuple pakistanais                 | 25 040  | 19,29 % | 1              |
| Muttahida Majlis-e-Amal                     | 16 255  | 12,52 % | 1              |
| Autres partis                               | 2 227   | 1,72 %  | 0              |
| Indépendants                                | 55 801  | 42,98 % | 0              |
| Total exprimés (participation : 39,16 %)    | 129 822 | 100 %   | 2              |
| Source : Commission électorale du Pakistan, |         |         |                |